# Кучма, Владимир Васильевич
Влади́мир Васи́льевич Кучма́ (15 мая 1938 года, Нижний Тагил — 15 мая 2011 года, Волгоград) — советский и российский историк, доктор исторических наук, профессор.

## Биография
Родился в городе Нижний Тагил Свердловской области. Окончил школу № 23 в 1955 году. С того же года обучался на историческом факультете Уральского государственного университета, который окончил в 1960 году. После учёбы некоторое время работал школьным учителем истории и немецкого языка. В 1962 году поступил в аспирантуру — с прикреплением к кафедре истории средних веков Уральского государственного университета под научное руководство М. Я. Сюзюмова; в 1966 году защитил кандидатскую диссертацию по теме «Военное дело в Византии по „Тактике Льва“». В 1981 году защитил докторскую диссертацию по теме «Античные традиции в развитии политической мысли ранней Византии (по данным трактатов IV—VII вв.)». В 1986 году утверждён в профессорском звании.
В 1965—1995 годах преподавал в вузах Свердловска и Волгограда. В 1995—2011 годах состоял профессором кафедры теории государства и права (с 2010 года именовалась кафедрой теории и истории права государства) юридического факультета Волгоградского государственного университета.

## Труды

### Книги
- Кучма В. В. Военная организация Византийской империи. — СПб.: Алетейя, 2001. — 426 с. — (Византийская библиотека. Исследования).
- Кучма В. В. Государство и право древнего мира и средних веков. — Волгоград: Волгоградский государственный университет, 2001. — В 2 ч. — 545 с.
- Кучма В. В. Государство и право нового времени (XVII—XIX вв.). — Волгоград: Волгоградский государственный университет, 2002.

### Учебные пособия
- Кучма В. В. Государственно-правовое развитие США и Великобритании в новейший период: Учебное пособие. — Волгоград: Волгоградский государственный университет, 2004.
- Кучма В. В. Государство и право стран Древнего Востока: Учебное пособие. — Волгоград: Волгоградский государственный университет, 1998.
- Кучма В. В. История государства и права зарубежных стран: Учебное пособие. — Волгоград, 2007.
- Кучма В. В. Развитие государственного строя Германии и Японии в период нового времени: Учебное пособие. — Волгоград: Волгоградский государственный университет, 2000. — 71 с.

### Статьи

#### В отечественных изданиях
- Кучма В. В. «Византийский Аноним VI в.»: основные проблемы источников и содержания // Византийский временник. — 1980. — Т. 41. — С. 78-91.
- Кучма В. В. Византийские военные трактаты VI—X вв. как исторические источники // Византийский временник. — 1979. — Т. 40. — С. 49-75.
- Кучма В. В. Идеологические принципы ранневизантийской военной доктрины // Античная и средневековая идеология. — Свердловск, 1984. — С. 79-94.
- Кучма В. В. К вопросу о социальной базе византийской военной организации на рубеже VI—VII вв. // Классы и сословия средневекового общества. — М., 1988.
- Кучма В. В. К вопросу о социальной сущности «революции» Фоки // Византийские очерки. — М.: Наука, 1977. — С. 182—194.
- Кучма В. В. Методика боевой подготовки по «Тактике Льва»: господство принципов традиционализма // Власть, общество и церковь в Византии: Сборник научных статей. — Армавир, 2007. — 89-116.
- Кучма В. В. Принципы организации боевых передвижений (маршей) по «Тактике Льва» // Античная древность и Средние века. — Екатеринбург, 2009. — Вып. 39. — С. 123—141.
- Кучма В. В. Принципы осады и обороны городов в письменной полемологической традиции // Византийский временник. — 2010. — Т. 69 (94). — С. 95-113; 2011. — Т. 70 (95). — С. 7-24.
- Кучма В. В. Религиозный аспект византийской военной доктрины: истоки и эволюция // Средневековое православие от прихода до патриархата. — Волгоград: Волгоградский государственный университет, 1997. — С. 45-65.
- Кучма В. В. Славяне как вероятный противник Византийской империи по данным двух военных трактатов // Хозяйство и общество на Балканах в средние века. — Калинин, 1978.
- Кучма В. В. «Стратегикос» Онасандра и «Стратегикон Маврикия»: опыт сравнительной характеристики // Византийский временник. — 1982. — Т. 43. — С. 35-63; 1984. — Т. 45. — С. 20-34; 1985. — Т. 46. — С. 109—123.
- Кучма В. В. «Тактика Льва» как исторический источник // Византийский временник. — 1972. — Т. 33. — С. 75-87.
- Кучма В. В. ΝΟΜΟΣ ΣΤΡΑΤΙΩΤΙΚΟΣ (к вопросу о связи трех памятников византийского военного права) // Византийский временник. — 1971. — Т. 32. — С. 278—284.
- Кучма В. В. Περι τοξείας // Вспомогательные исторические дисциплины. — СПб.: Дмитрий Буланин, 2007. — Т. 30. — С. 93-99.

#### В иностранных изданиях
- Кучма В. В. К вопросу о научно-теоретическом уровне трактата «De velitatione bellica» // Byzantinoslavica. — 1995. — T. 56. — Fasc 2. — P. 389—396.
- Кучма В. В. К вопросу о сущности византийской военной организации в период Манцикерта // XVe Congrès Intedrnational d’Etudes byzantines. Resumés des communications. — Athènes, 1976.
- Kučma V. V. À propos de la patetnité «De castrametations» // XXe Congrès International des Études byzantines. Pré-Actes. III. Communications libres. — Paris, 2001. — P. 182.
- Kučma V. V. Les principes d’organization de l’armée d’après le traité «De velitatione bellica» // Byzantium: Identity, Image, Intluence. XIX International Congres of Buzantine Studies. Abstracts of Communications. — Copenhagen, 1996.
- Kučma V. V. Militärische Traktate // Quellen zur Geschchte des frühen Byzanz (4.-9. Jahrhundert): Bestand und Probleme. — Berlin, Amsterdam: Gieben, 1990. — P. 327—335.
- Kučma V. V. Military Service Stratum according to the Strategicon of Maurice // Acts, XVIIIth International Congress of Byzantine Studies. Selected Papers: Main and Communicationes. — Shepherdstown, 1996. — Vol. 1. History. — P. 327—333.
- Kučma V. V. Sanitary Regulations during Military Service in the Byzantie Empire (Sixth to Tenth Centuries) // 21th International Congress of Byxantine Studies. Communicationes. Theme II: Works and Days. — London, 2006. — P. 81-81.

### Издание источников

#### Отрывки текстов
- Кучма В. В. Византийский военный трактат «De castrametatione». Вводная статья, перевод с греческого, комментарий // Византийский временник. — 2002. — Т. 61 (86). — С. 279—312.
- Кучма В. В. «Стратегикон» Маврикия. Перевод с греческого, предисловие и комментарий // Свод древнейших письменных известий о славянах. — М.: Наука, 1991. — Т. 1. — С. 364—393.
- Кучма В. В. «Тактика Льва» (введение, главы I—II). Вводная статья, перевод с греческого, комментарий // Византийский временник. — 2008. — Т. 67 (92). — С. 336—354.
- Кучма В. В. «Тактика Льва» (главы III—VI). Перевод с греческого, комментарий // Византийский временник. — 2009. — Т. 68 (93). — С. 280—299.
- Кучма В. В. Трактат «Об охоте». Введение, перевод с греческого, комментарий // Античная древность и средние века. — Екатеринбург, 2002. — Вып. 33. — С. 48-58.

#### Полные тексты
- Два византийских военных трактата конца X века / Издание подготовил В. В. Кучма; Отв. ред. акад. РАН Г. Г. Литаврин. — СПб.: Алетейя, 2002. — 416 с. — (Византийская библиотека. Источники). — 1200 экз. — ISBN 5-89329-465-3.
- Лев VI Мудрый. Тактика Льва / Изд. подготовил д-р ист. наук, проф. В. В. Кучма(†); Отв. ред. Н. Д. Барабанов. — СПб.: Алетейя, 2012. — 368 с. — (Византийская библиотека. Источники). — 1000 экз. — ISBN 978-5-91419-747-3.
- О стратегии. Византийский военный трактат VI века / Издание подготовил В. В. Кучма. — СПб.: Алетейя, 2007. — 160 с. — (Византийская библиотека. Источники). — 1000 экз. — ISBN 978-5-903354-17-7.
- Стратегикон Маврикия / Издание подготовил В. В. Кучма. — СПб.: Алетейя, 2004. — 248 с. — (Византийская библиотека. Источники). — 1000 экз. — ISBN 5-89329-692-3.